# Jan Parandowski

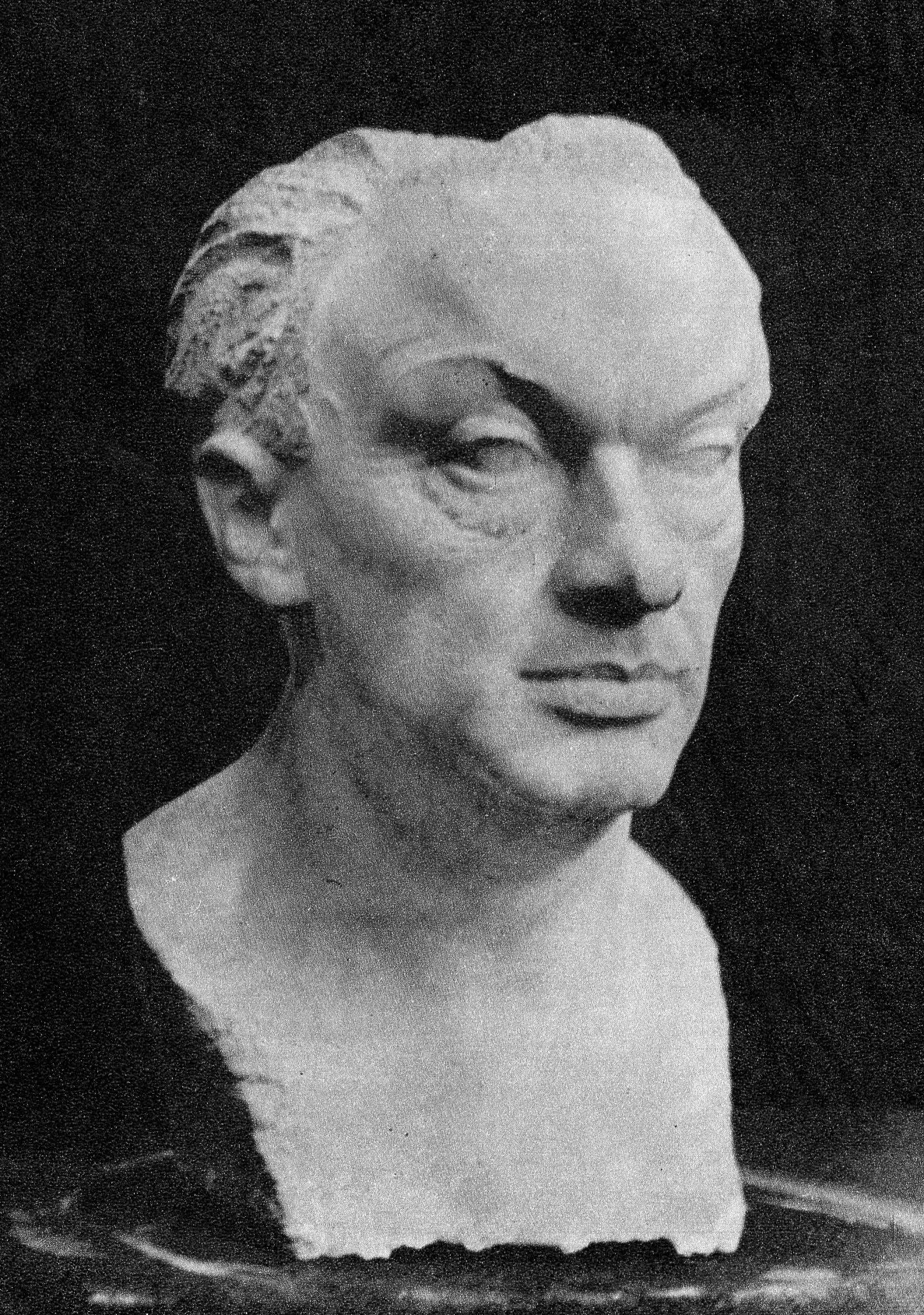
Parandowski – rzeźba Alfonsa Karnego z 1954 roku

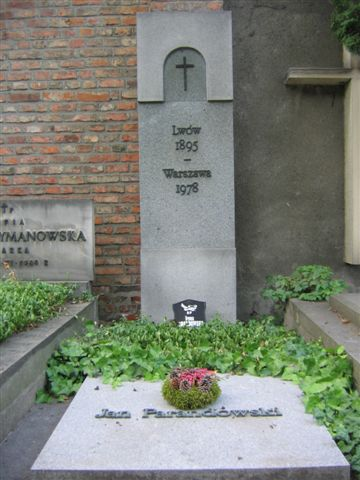
Nagrobek Jana Parandowskiego na cmentarzu Powązkowskim w Warszawie, 2006

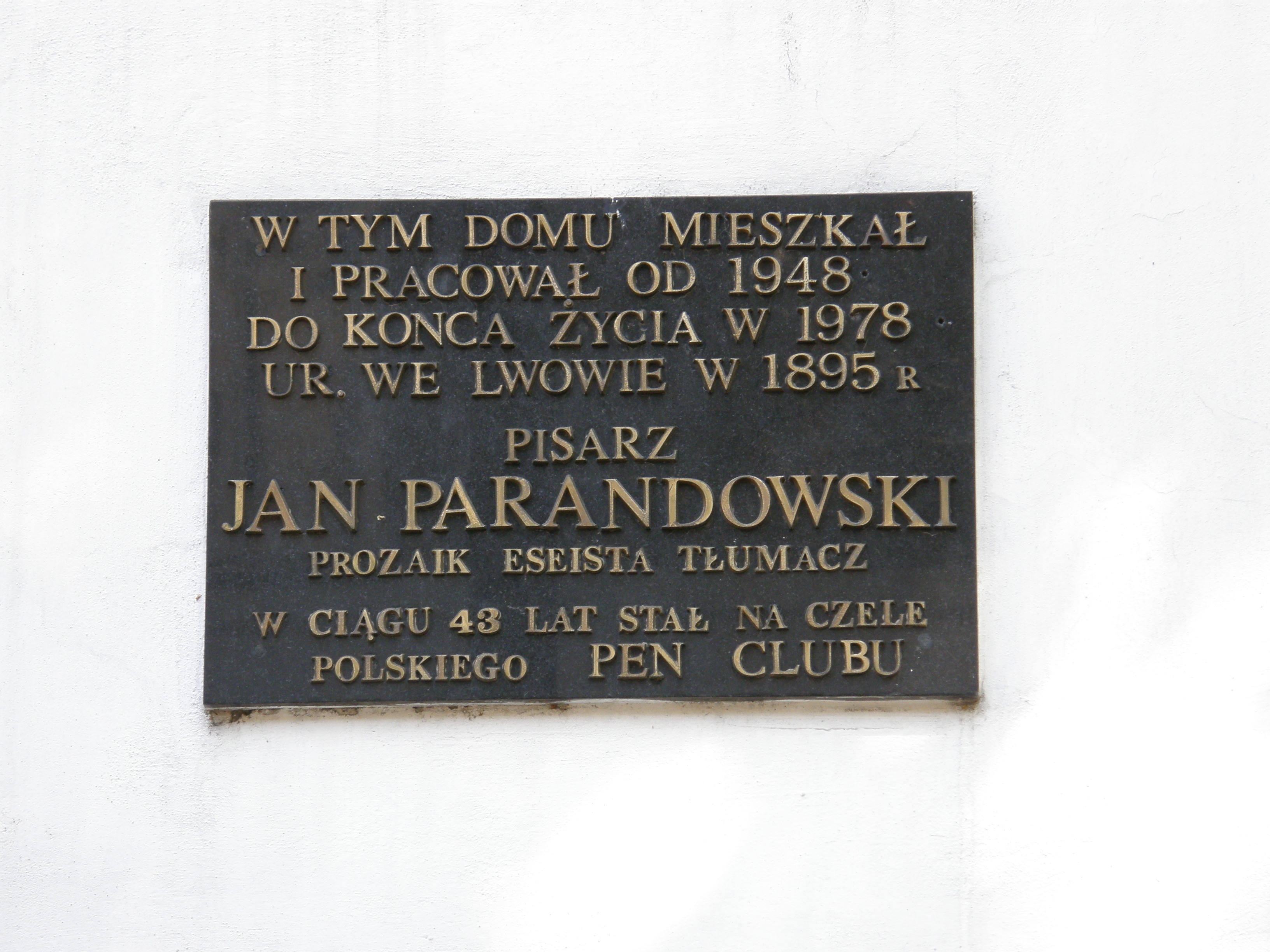
Tablica pamiątkowa na fasadzie kamienicy przy ul. S. Zimorowica w Warszawie

Jan Parandowski (ur. 11 maja 1895 we Lwowie, zm. 26 września 1978 w Warszawie) – polski pisarz, eseista i tłumacz literatury, autor Mitologii, medalista olimpijski (1936), dwukrotnie nominowany do Nagrody Nobla w dziedzinie literatury (1957, 1959).

## Życiorys
W 1913 ukończył C.K. IV Gimnazjum we Lwowie. W tym samym roku rozpoczął studia na Uniwersytecie Lwowskim na wydziale filozoficznym. Studiował filozofię, filologię klasyczną, archeologię, historię sztuki, literaturę polską. W okresie I wojny światowej studia zostały przerwane, a on sam internowany w Rosji (uczył w szkołach w Woroneżu i Saratowie). Od 1920 kontynuował studia i w 1923 uzyskał stopień doktora filozofii ze specjalnością filologii klasycznej i archeologii.
Był delegatem na zjazd Związku Zawodowego Literatów Polskich 4 lutego 1922 w Warszawie. W latach 1922–1924 był kierownikiem literackim w wydawnictwie Alfreda Altenberga. W wydawnictwie zorganizował serię przekładów z literatur klasycznych oraz serię Wielcy pisarze. W tym okresie stale współpracował z czasopismami: „Gazetą Poranną”, „Tygodnikiem Ilustrowanym”, „Wiadomościami Literackimi” i tygodnikiem „Tęcza”. W latach 1924–1926 podróżował do Grecji, Francji i Włoch. Mieszkając w stolicy od 1929 początkowo redagował miesięcznik „Pamiętnik Warszawski”. W 1930 został członkiem polskiego PEN Clubu, w latach 1933–1978 (z przerwą w czasie II wojny światowej) był jego prezesem.
Za książkę Dysk olimpijski otrzymał brązowy medal w Olimpijskim Konkursie Sztuki i Literatury w czasie Letnich Igrzysk Olimpijskich w Berlinie w 1936. W tym samym roku otrzymał Złoty Wawrzyn Akademicki Polskiej Akademii Literatury za wybitną twórczość literacką. W latach 1937–1938 w Państwowym Wydawnictwie Książek Szkolnych redagował serię Wielcy ludzie. Po wybuchu II wojny światowej uczestniczył konspiracyjnie w życiu kulturalnym. Podczas powstania warszawskiego stracił w płomieniach swoje archiwum literackie, w tym całą niewydaną twórczość.
W latach 1945–1950 objął katedrę kultury antycznej, a następnie literatury porównawczej na Katolickim Uniwersytecie Lubelskim (KUL). Został członkiem zwyczajnym Warszawskiego Towarzystwa Naukowego, współpracował z „Tygodnikiem Powszechnym”, „Meandrem”, „Twórczością”, wznowił działalność jako prezes polskiego PEN Clubu. W 1948 przygotowywał Światowy Kongres Intelektualistów we Wrocławiu, wtedy też ponownie zamieszkał w Warszawie. W 1949 roku jako członek Polskiego Komitetu Obrońców Pokoju był delegatem Krajowej Rady Obrońców Pokoju na Kongres Obrońców Pokoju w Paryżu. Był członkiem Stowarzyszenia Kultury Europejskiej (SEC). W 1958 współorganizował Międzynarodowy Zjazd Tłumaczy w Warszawie, w 1962 został wiceprezesem międzynarodowego PEN-Clubu. W 1964 otrzymał Nagrodę Państwową I stopnia i w tymże roku był sygnatariuszem „Listu 34” uczonych i pisarzy w obronie wolności słowa. Jan Parandowski został uhonorowany w 1975 za całokształt twórczości przez Radio Wolna Europa. W 1975 otrzymał tytuł doktora honoris causa Wydziału Filozofii Chrześcijańskiej KUL. Zmarł w Warszawie w 1978. Spoczął na cmentarzu Powązkowskim (aleja zasłużonych, rząd 1, miejsce 40).

## Życie prywatne
Jan Parandowski był synem ks. Jana Bartoszewskiego, duchownego greckokatolickiego i Julii Parandowskiej.
W okresie pobytu w Rosji zawarł związek małżeński z Aurelią Wyleżyńską, z którą później się rozwiódł.
W 1929 przeniósł się do Warszawy i zamieszkał przy ul. Bema 70.
Jego drugą żoną była Irena Parandowska z domu Helzel (1903 – 27 października 1993).
Córka Jana Parandowskiego, Roma Parandowska-Szczepkowska, była żoną aktora Andrzeja Szczepkowskiego i matką aktorki Joanny Szczepkowskiej. Starszy syn, Zbigniew Parandowski (1929–2017), był architektem, natomiast młodszy, Piotr Parandowski (1944–2012), był archeologiem, reżyserem filmów dokumentalnych.

## Twórczość
Znany przede wszystkim ze swojej twórczości związanej z kulturą antyczną. Jako literat debiutował już w 1913 szkicem literacko-filozoficznym Rousseau. Był znawcą i popularyzatorem kultury i literatury starożytnej. Wielką popularność przyniosła mu wielokrotnie wznawiana Mitologia (1924). Pozycja ta była znacząca w popularyzacji podstaw kultury antycznej w Polsce ze względu na różne ważne cechy: piękno i prostotę stylistyczną oraz na wierne, lecz pozbawione kontrowersji obyczajowych (np. przez eufemistyczne odnoszenie się do wątków homoerotycznych) opisanie najważniejszych mitów greckich. Takie ujęcie Mitologii pozwoliło na korzystanie z niej w edukacji szkolnej.

## Dzieła
- Bolszewizm i bolszewicy w Rosji (1919)
- Antinous w aksamitnym berecie – rzecz o Oskarze Wildzie (1921)
- Mitologia (1924)
- Eros na Olimpie (1924)
- Dwie wiosny (1927)
- Wojna trojańska (1927)
- Król życia (1930, biografia Oscara Wilde’a)
- Dysk olimpijski (1933)
- Odwiedziny i spotkania (1934)
- Przygody Odyseusza (1935)
- Niebo w płomieniach (1936)
- Trzy znaki zodiaku (1938)
- Godzina śródziemnomorska (1949)
- Alchemia słowa (1951)
- Zegar słoneczny (1953, opowiadania o Lwowie)
- Pisma wybrane (1955)
- Petrarka (1956, biografia Petrarki)
- Dzieła wybrane tom 1–3 (1957)
- Z antycznego świata (1958)
- Mój Rzym (1959)
- Powrót do życia (1961)
- Wrześniowa noc (1962)
- Akacja (1967)
- Refleksje (1975)

Tłumaczenia
- Batuala. Prawdziwa powieść murzyńska René Marana (1923)
- Historia świata Wellsa (1924)
- Dafnis i Chloe (1925)
- Życie Karola Wielkiego Einharda (1935)
- Wojna domowa Juliusza Cezara (1951)
- Odyseja Homera (1953)

Relacje z podróży
- Rzym czarodziejski (1924)
- Dwie wiosny (1927)
- Podróże literackie (1958)

## Ordery i odznaczenia
- Krzyż Komandorski z Gwiazdą Orderu Odrodzenia Polski (1959)[13]
- Krzyż Komandorski Orderu Odrodzenia Polski (16 lipca 1954)[14]
- Krzyż Oficerski Orderu Odrodzenia Polski (9 listopada 1931)[15]
- Złoty Wawrzyn Akademicki (7 listopada 1936)[16]
- Krzyż Komandorski Orderu Sztuki i Literatury (Francja, 1973)[17]

## Upamiętnienie
Po śmierci Parandowskiego ukazała się książka jego żony, Ireny Parandowskiej, pt. Dzień Jana (Wyd. Iskry 1983, ISBN 83-207-0590-8), poświęcona pisarzowi. W 1988 Parandowska zapoczątkowała przyznawanie Nagrody Literackiej Polskiego PEN Clubu imienia jej zmarłego męża.
Od 5 stycznia 1981 ulica w Warszawie na terenie obecnej dzielnicy Bielany nosi nazwę ulicy Jana Parandowskiego. Również Szkoła Podstawowa nr 35 z Oddziałami Sportowymi w Gdańsku Oliwie nosi imię Jana Parandowskiego. Od 1988 imię Jana Parandowskiego nosi ulica w Łodzi na osiedlu Andrzejów.